# 1. Sjællandske nationale Rytterregiment
1. Sjællandske nationale Rytterregiment (på svenska: Första själländska nationella kavalleriregementet), var ett danskt kavalleriregemente som var verksamt mellan 1675 och 1721.

## Historia
Strax efter Kristian V:s tronbestigning 1670 genomfördes en ny härreform genom vilken det danska kavalleriet nationaliserades. Denna innebar att 30 000 tunnor hartkorn årligen reserverades från kronogods till uppsättandet av ett nationellt kavalleri fördelat på ett antal rytterdistrikt. På Själland skapades Sjællandske nationale Rytterregiment bestående av åtta kompanier med Antvorskov slot som så kallat ryttergods. Till detta anvisades 1 089 gårdar på totalt 8 712 tunnor hartkorn. Under Skånska kriget delades de fyra större nationella kavalleriregementena år 1675 upp i två, varvid det själländska delades upp i 1. Sjællandske nationale Rytterregiment och 2. Sjællandske nationale Rytterregiment. Regementet deltog under Skånska kriget vid slagen vid Lund 1676, Landskrona 1677 och Kristianstad 1678. Under Stora nordiska kriget deltog regementet vid slagen vid Helsingborg 1710 och Gadebusch 1712. En omfattande omläggning av rytteridistrikten genomfördes på 1720-talet av Fredrik IV i vilken 1. Sjællandske nationale Rytterregiment upplöstes 1721.
Regementets fana var vit med Själlands vapen: tre blå lejon på ett gult fält, omgiven av en krans stiliserade löv dekorerade med guld- och silverornament. I övre, inre hörnet en Dannebrog med kors i silver inramad av en tunn röd bård.

## Regementschefer
- Friedrich von Arensdorff, från 1 augusti 1670
- Holger Trolle, från 27 juni 1677
- Johan Rantzau, från 1680
- Claus vom See, från 19 april 1698
- Hans Brockenhuus-Löwenhielm, från 25 februari 1710
- Johan Frederik Brockenhuus, från 23 november 1716